# SK Slavie Třebovice
SK Slavie Třebovice (celým názvem Sportovní klub Slavie Třebovice) je fotbalový sportovní oddíl, který působí v Třebovicích, části statutárního města Ostrava v Moravskoslezském kraji. Sportovní oddíl se cíleně zaměřuje na výchovu fotbalistů ve všech věkových kategoriích. Klub byl založen v roce 1921 pod názvem SK Slavie Třebovice a v letech 1962 až 1990 nesl přechodně název TJ PREFA Třebovice. Oddíl měl nejprve hřiště se škvárovým povrchem a od roku 2003 má zatravněné hřiště. Ke klubu patří také budovy šatny a malá hospůdka.

## Galerie

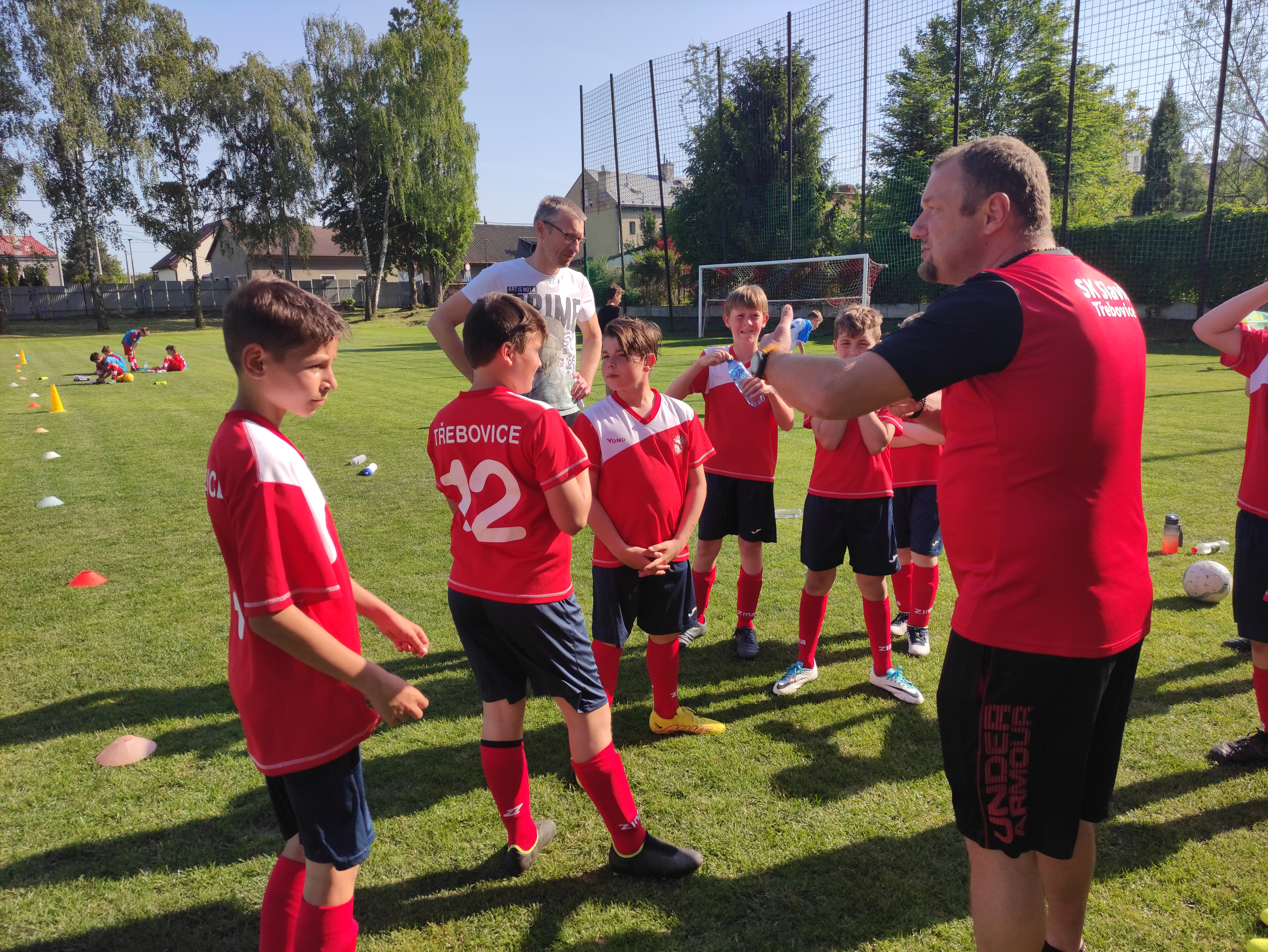
Mladší žáci 2023
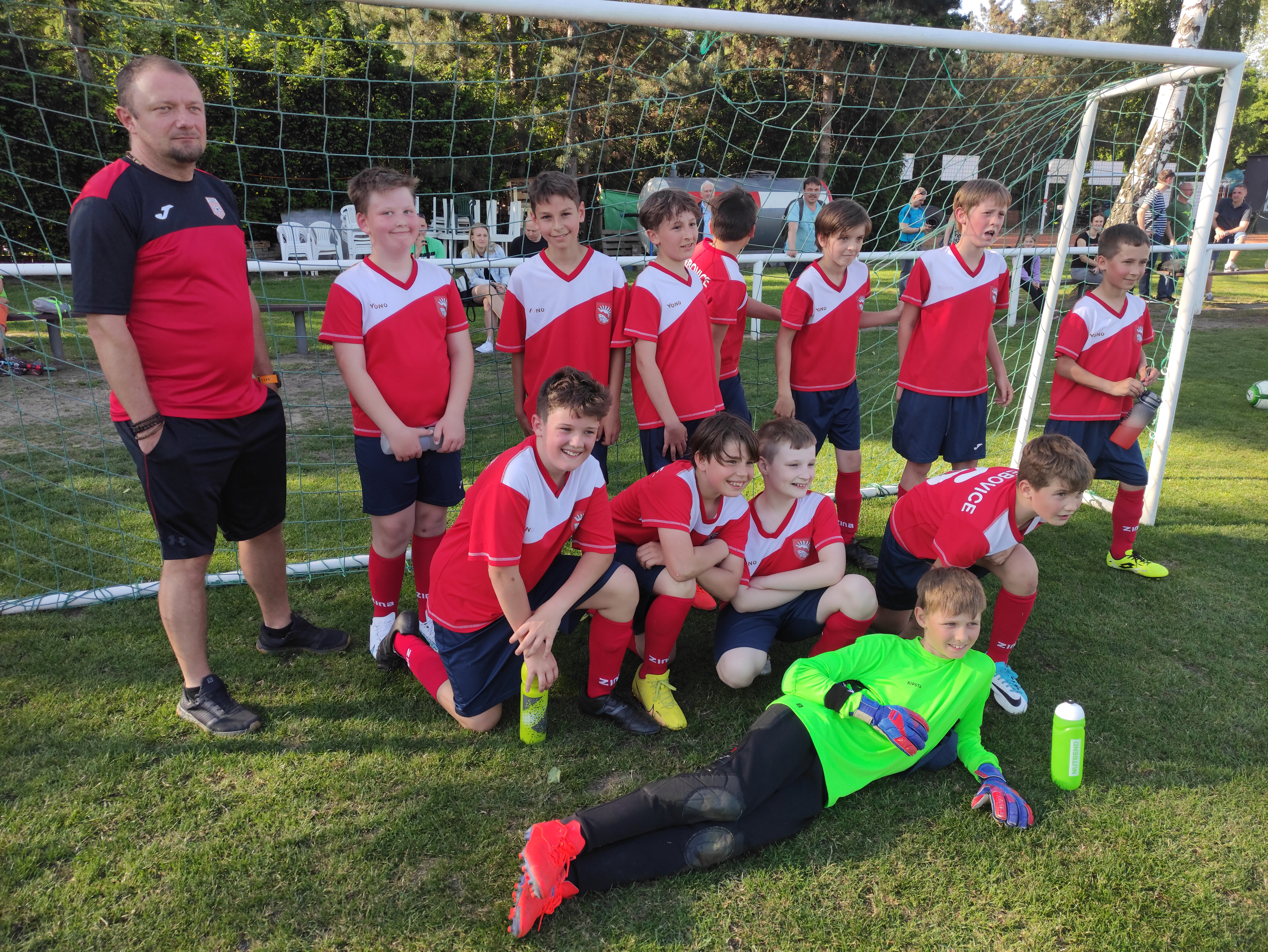
Mladší žáci 2023
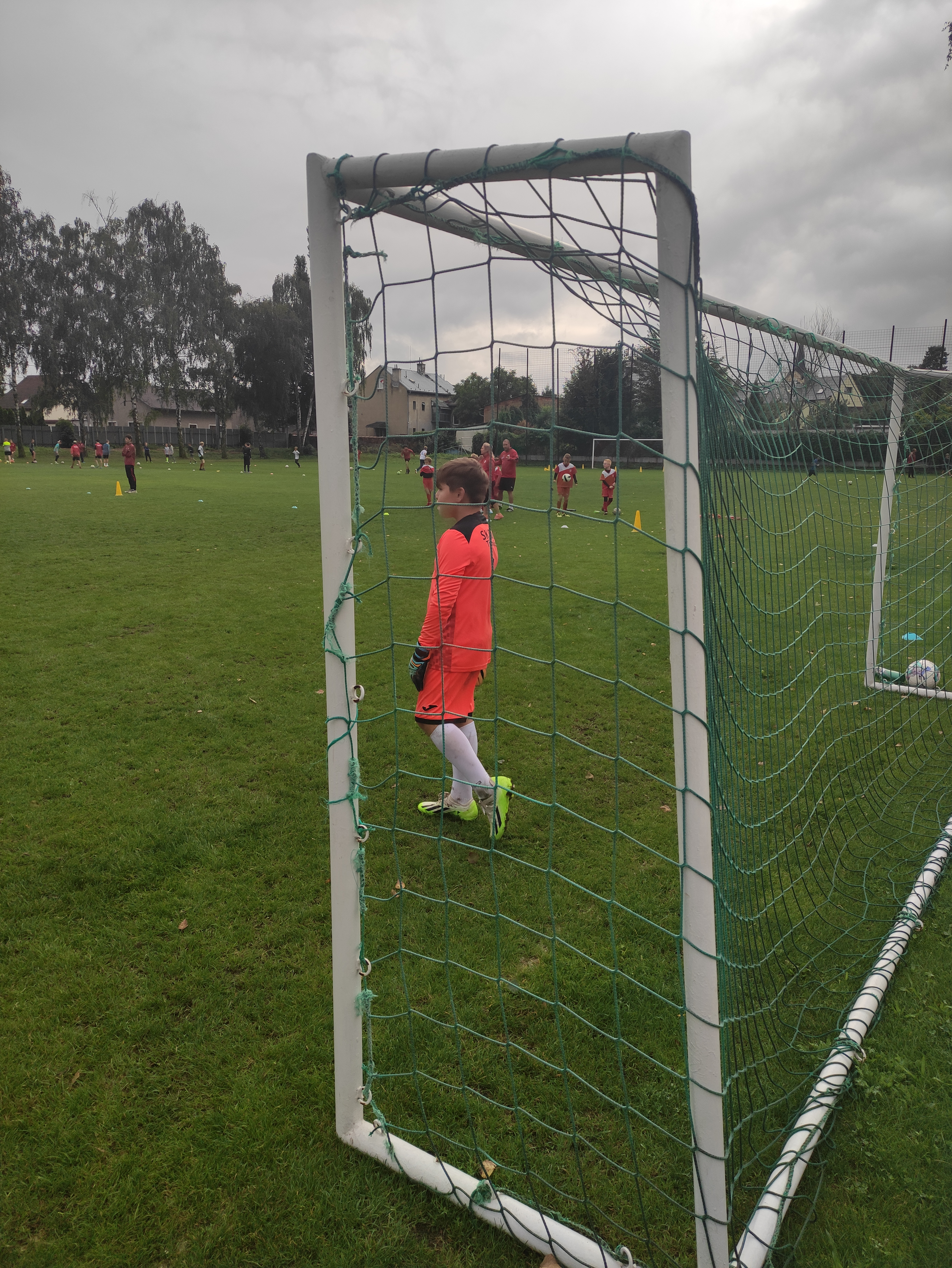
Mladší žáci 2023